# Шарлотта Фредеріка Нассау-Зігенська
Шарлотта Фредеріка Нассау-Зігенська (нім. Charlotte Friederike von Nassau-Siegen, 30 листопада 1702 — 22 липня 1785) — принцеса Нассау-Зігенська з династії Нассау, донька князя Нассау-Зігену Фрідріха Вільгельма Адольфа та ландграфині Гессен-Гомбурзької Єлизавети, друга дружина князя Ангальт-Кетену Леопольда, а після його смерті — графа Шаумбург-Ліппського Альбрехта Вольфганга.

## Біографія

### Ранні роки
Народилась 30 листопада 1702 року у Зігені. Стала первістком в родині принца Нассау-Зігенського Фрідріха Вільгельма Адольфа та його першої дружини Єлизавети Гессен-Гомбурзької, з'явившись на світ за дев'ять с половиною місяців після їхнього весілля. Мала чотирьох молодших суродженців, з яких дорослого віку досяг лише брат Фрідріх Вільгельм.
Нассау-Зіген був у 1705 році зайнятий прусськими військами, а наступного року — пфальцькими. Відбувались повстання проти регента князівства Вільгельма Гіацинта. У березні 1707 року імператор передав владу у країні Фрідріху Вільгельму Адольфу.
У листопаді того ж року Шарлотта Фредеріка втратила матір перед своїм 5-річчям. Батько п'ять місяців потому одружився вдруге з Амалією Луїзою Курляндською. Від цього союзу принцеса мала восьмеро єдинокровних сиблінгів, з яких вижили сестри Вільгельміна Шарлотта, Августа Амалія, Кароліна та Єлизавета Ядвіґа. 
Дівчина виховувалась своєю тіткою по матері Вільгельміною Марією Гессен-Гомбурзькою, яка у 1711 році стала дружиною графа Антона II Альденбурзького. Її нова родина мешкала у Фарелі. У 19 років втратила і рідного батька.

### Перший шлюб
У 22 років стала дружиною 30-річного князя Ангальт-Кетену Леопольда. Весілля відбулося 27 червня 1725 року у Веймарі. Наречений був удівцем, від першого шлюбу мав малолітню доньку. Леопольд полюбляв садівництво, музику та оперу зокрема, до 1723 року його придворним капельмайстром був Йоганн Себастьян Бах. Оселилась пара у Кетенському замку. У них народилося двоє спільних дітей. У 1628 році, захворівши на віспу, померли обоє їхніх нащадків. Леопольд пішов з життя два місяці потому від цієї ж хвороби. Ангальт-Кетен перейшов до його молодшого брата Августа Людвіга. 

### Другий шлюб

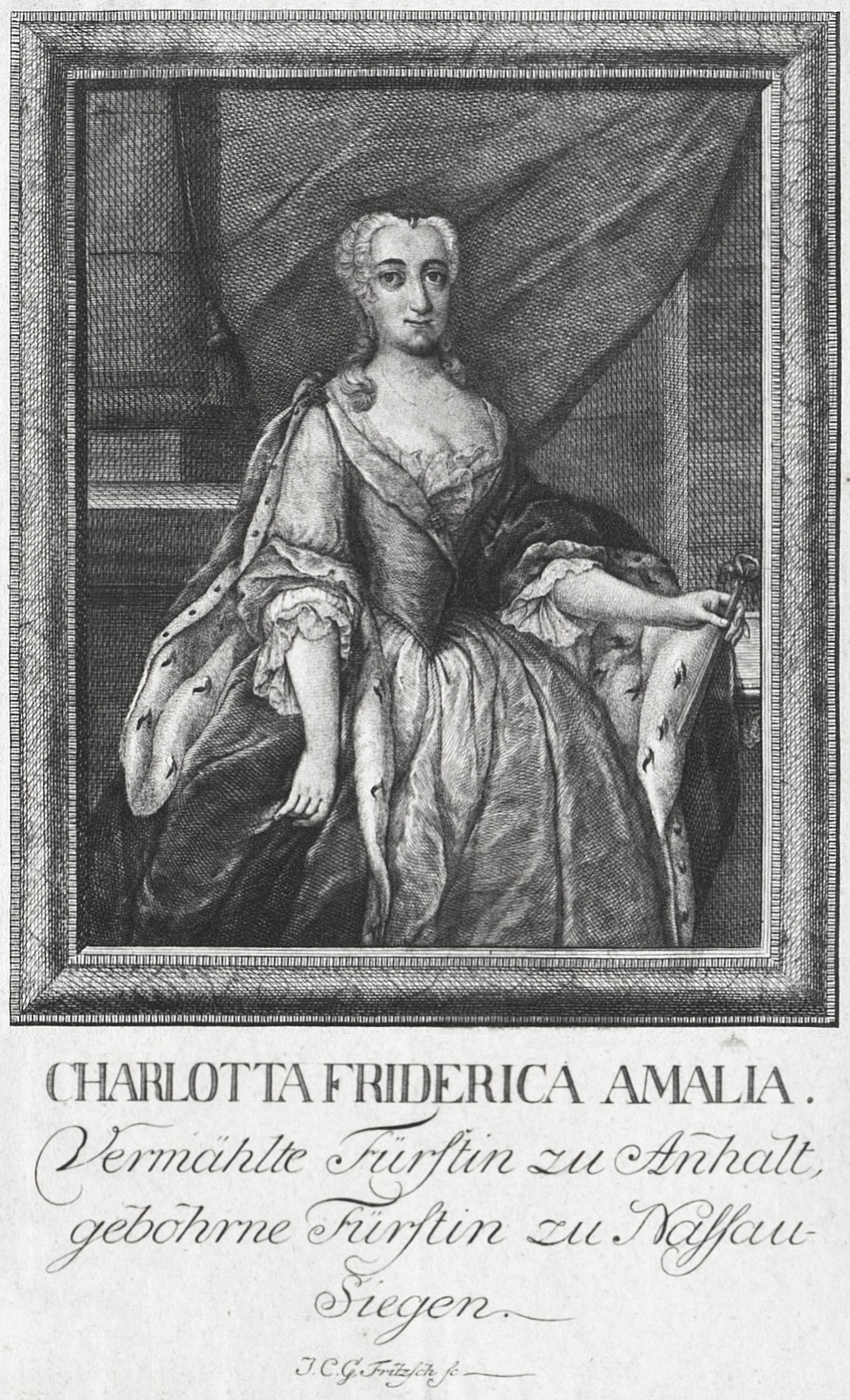
Шарлотта Фредеріка на гравюрі Й. К. Г. Фріча

Названі батьки Шарлотти Фредеріки, граф і графиня Альденбурзькі, влаштували її другий шлюб.
У 27 років принцеса стала дружиною графа Шаумбург-Ліппського Альбрехта Вольфганга, якому невдовзі виповнювався 31 рік. Весілля пройшло 26 квітня 1630 року у Фарелі. Наречений також був удівцем. Від першого шлюбу мав двох малолітніх синів. Спільних дітей у подружжя не було.
Мешкала пара у Бюккебурзькому замку. У 1732 році в будівлі трапилася велика пожежа, східне та південне крила згоріли за кілька годин. Втім, протягом року замок був відновлений, а внутрішній ров засипали щебенем. Навколо був розбитий бароковий сад. У 1740 році подружжя відвідав Вольтер.

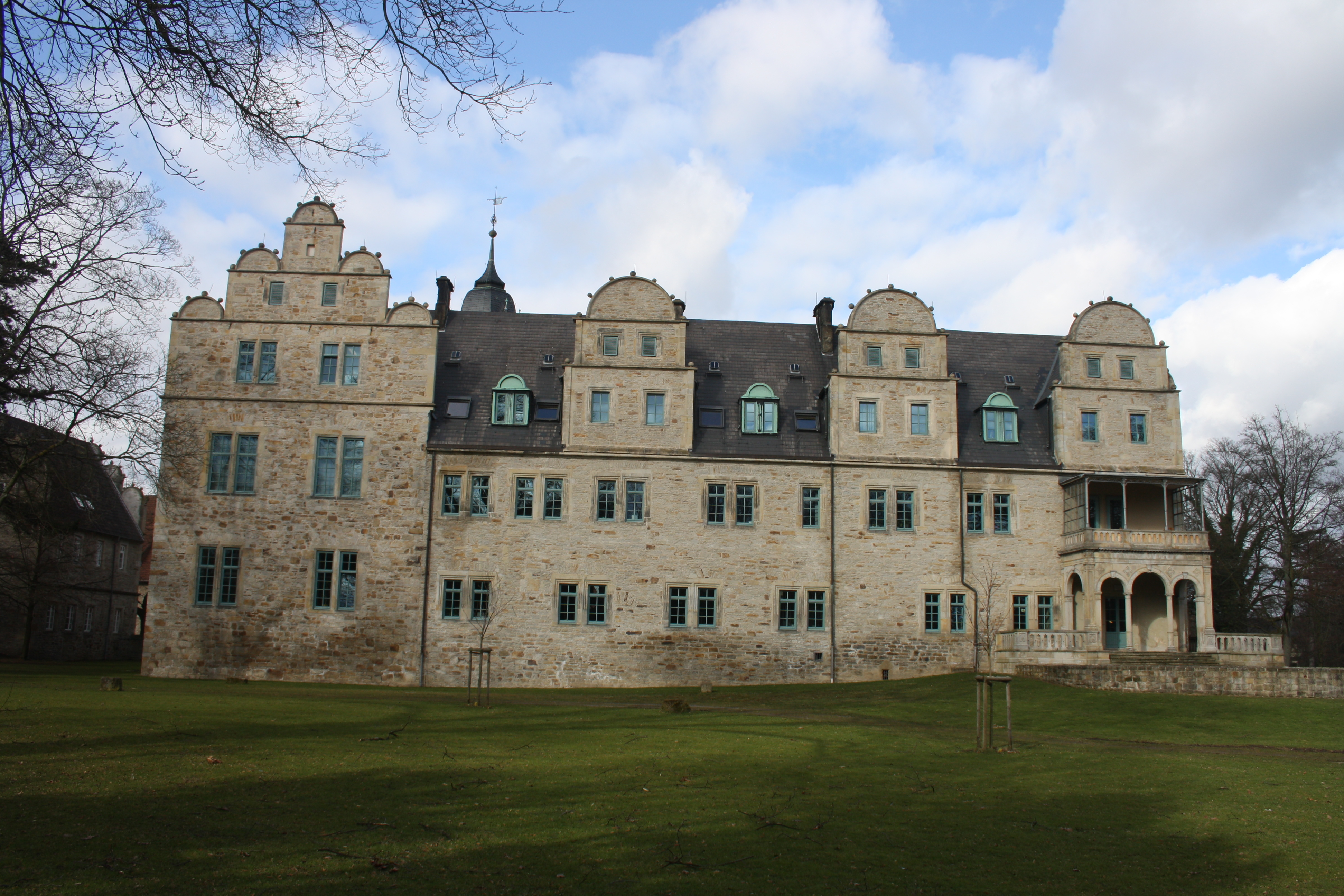
Штадтгаґенський замок

Сімейне життя не було щасливим. У 1732 році Альбрехт Вольфганг зустрів названу 17-річну сестру своєї дружини, Шарлотту Софію Альденбурзьку, і завів із нею роман. Влітку 1733 року вона була видана заміж і від'їхала до Гааги, але після смерті батька у 1738 році повернулася назад і розлучилася з чоловіком. До самої смерті Альбрехта Вольфганга у вересні 1748 року вона мешкала у Бюкебурзькому замку та народила графу двох синів.
Після смерті чоловіка Шарлотта Фредеріка використовувалазамок Штадтгаґену як удовину резиденцію. Там же і померла у похилому віці 22 липня 1785 року за часів правління Філіпа II. Похована у мавзолеї церкви Святого Мартіна у Штадтгаґені.

## Родина
Чоловік — Леопольд, князь Ангальт-Кетену
Діти:
- Емануель Людвіг (1626—1628) прожив 2 роки;
- Леопольді Шарлотта (1627—1628) прожила 1 рік.

Чоловік —  Альбрехт Вольфганг, граф Шаумбург-Ліппський
Дітей не було